# Colomba (Mérimée)
Colomba è una novella di Prosper Mérimée pubblicata il 1º luglio 1840 nella Revue des Deux Mondes e ristampata in volume nel 1841 da Magen e Comon. Grazie a questo racconto, scritto all'età di trentasei anni, e all'altrettanto celebre Carmen, Mérimée ottenne un grande e meritato successo letterario e fu ammesso all'Académie française. La vicenda gli fu ispirata da un viaggio che aveva effettuato in Corsica lo stesso anno della composizione e pare che l'autore conoscesse personalmente la reale protagonista della vicenda.

## Tema
Colomba ha come tema la vendetta (in italiano nel testo), rispondente a un arcaico codice d'onore delle famiglie corse, secondo il quale la giustizia viene esercitata privatamente e ogni offesa è lavata col sangue, pena la perdita dell'onore familiare agli occhi dei compatrioti e degli stessi nemici.

## Trama
Il colonnello irlandese Nevil, che è in viaggio di piacere in Francia con la bella figlia Lydia, colta e intelligente, ma leggermente capricciosa e snob, viene convinto a partire alla volta della Corsica per cacciare la ricca selvaggina dell'isola. Offre per gentilezza un passaggio a un ufficiale in congedo della Guardia imperiale napoleonica, Orso Antonio della Rebbia, che deve tornare in patria e con cui fa presto amicizia. Anche la figlia Lydia, lettrice di romanzi romantici, è affascinata dal personaggio, che appare ai suoi occhi esotico, tanto più che lo scopre discendente di una antichissima famiglia corsa. Tuttavia la mentalità di Orso è ormai ben diversa da quella dei suoi compatrioti, essendo egli partito giovanissimo dall'isola per studiare e avendo passato tutta la sua giovinezza in Francia, a contatto con menti più aperte e più moderne. Appena giunti in Corsica, Orso è raggiunto dalla sorella Colomba, l'eroina della storia, bellissima giovane, incolta ma intelligente, o meglio scaltra, per quanto ricca di grazia e di fascino. La sorella ritiene che la morte del padre, assassinato da fucilate alla schiena, sia da imputare alla famiglia dirimpettaia dei Barricini, da sempre loro nemica e, non avendo la giustizia ufficiale potuto provare la colpevolezza del mandante, Colomba si aspetta, anzi esige, che il fratello la compia al modo tradizionale corso. Lei stessa sarebbe capace di effettuarla, ma ritiene che la prerogativa spetti al maschio di casa: ha persino la crudeltà di mutilare un bellissimo cavallo, per poterne accusare gli odiati Barricini. Orso è pur sempre riluttante a cedere alla pressione della sorella, e sarebbe lieto di accettare una pacificazione offerta dal prefetto dell'isola. Ormai innamorato di miss Lydia, vorrebbe impedirne l'arrivo nel suo barbarico villaggio, ma lungo la strada è sorpreso da un agguato proditorio dei due giovani Barricini e, pur restando ferito a un braccio, riesce a uccidere entrambi gli assalitori grazie allo splendido fucile Manton, di lunga gittata, regalo del colonnello. Quindi Orso è costretto a nascondersi nel maquis per sfuggire sia alla legge sia alla vendetta del clan dei Barricini. Nella brughiera è protetto dai banditi di cui Colomba è amica fedele, finché l'arrivo del colonnello Nevil e di Lydia, ormai irretita dalla futura cognata Colomba e innamorata confessa di Orso, sblocca la situazione a vantaggio dei Della Rebbia. Orso è riconosciuto innocente dalla legge poiché, per sua fortuna il colonnello Nevil, diretto alla residenza di Orso, ha udito i quattro colpi d'arma da fuoco dello scontro fatale, i due primi di armi di calibro minore degli ultimi due, quelli evidentemente sparati dal grosso fucile di Orso. Pertanto è risultato evidente l'agguato e la necessaria difesa di Orso. Non ancora sazia della vendetta ottenuta, Colomba segue con il colonnello gli sposi nel viaggio di nozze in Italia, ma, pur diversamente abbigliata e persino civettuola, non perde nulla del suo carattere feroce e non abbandona il suo odio inestinguibile. Incontrato casualmente il vecchio Barricini, privato dei figli e ridotto a un relitto, si compiace della sua morte imminente e rivendica la superiorità del suo dolore: «Va' non lagnarti: non hai molto da soffrire. Io ho sofferto due anni!». Ma la semplice fattoressa di cui è ospite coglie l'aura malefica che avvolge la bella Colomba e avverte la figlia di guardarsene, che in quegli occhi turchini c'è lo «sguardo che dà il malocchio».

## Commento
Lo stile di Mérimée, più classicista che romantico, gli permette di dominare l'argomento con intelligente distacco, e ogni commento ai costumi semitribali dei corsi è affidato ai personaggi stessi, senza alcun giudizio da parte dell'autore. La giovane Colomba, che è in realtà uno sparviero in veste di colomba, assume certo connotazioni di eroina greca tragica, ma non perde mai la sua freschezza e la vivacità di un personaggio reale.

## Citazioni
Pag. 148 Ed. B.U.R. Rizzoli trad. Enrico Piceni 1950. Il bandito Castriconi afferma di preferire la morte violenta a quella del letto « Quando, come noi, si è abituati all'aria aperta, non c'è nulla di meglio che morire con su le scarpe, come dicono i vecchi del nostro paese.»

## Opere derivate
Colomba è stato oggetto di numerosi adattamenti al cinema e alla televisione:
- 2005: Colomba, telefilm di Laurent Jaoui con Olivia Bonamy (Colomba), Grégory Fitoussi (Orso), Claire Borotra (Lydia), Jean-Luc Bideau (il generale Nevil).
- 1982: Colomba, telefilm di Giacomo Battiato con Anne Canovas (Colomba), Jean Boissery (Orso), Elisabetta Pozzi (Lydia), Umberto Orsini (il generale Nevil).
- 1950: La vendicatrice (Vendetta), film di Mel Ferrer con Faith Domergue (Colomba), George Dolenz (Orso), Hillary Brooke (Lydia), Nigel Bruce (il generale Nevil).
- 1948: Colomba, film di Émile Couzinet.
- 1933: Colomba, film di Jacques Séverac con Génica Athanasiou (Colomba), Jean Angelo (Orso), Josette Day (Lydia), Jacques Henley (il generale Nevil).
- 1915: Colomba, film di Travers Vale.

## Edizioni
- Prosper Mérimée, Colomba, trad. it. Enrico Piceni, Milano, Rizzoli, 1950.
- Prosper Mérimée, Carmen - Colomba, trad. it. M. Cavagna, Milano, Frassinelli, 1996.
- Prosper Mérimée, Carmen e altri racconti, con un saggio di Cesare Garboli e una nota di Pietro Paolo Trompeo, trad. di Sandro Penna, Milano, SE, 2012.
- Prosper Mérimée, Colomba, trad. it. Ottone Bacaredda, Cagliari, Tipografia de «L'Avvenire di Sardegna», 1873. Nuova edizione con introduzione e note di Pierangelo Filigheddu, Head&Line, 2019.